# Mount Guterch
Mount Guterch ist ein rund 1100 m hoher und markanter Berg an der Danco-Küste des Grahamlands auf der Antarktischen Halbinsel. Er ragt aus einem hohen Gebirgskamm zwischen dem Paradise Harbour und der Andvord Bay auf.
Polnische Wissenschaftler benannten ihn 1999. Namensgeber ist der polnische Geophysiker Aleksander Guterch (1936–2023), der zwischen 1979 und 1991 mehrere Expeditionen zur Untersuchung der Geodynamik in der Antarktis geleitet hatte.